# Gerry Rafferty
Gerald Gerry Rafferty (n. 16 aprilie 1947, Paisley, Scoția, Regatul Unit – d. 4 ianuarie 2011, Stroud, Anglia, Regatul Unit) a fost un muzician și compozitor scoțian cunoscut pentru hit-urile solo precum "Baker Street" , "Right Down the Line" și "Stuck in the Middle".